# Polypedates megacephalus
Polypedates megacephalus е вид земноводно от семейство Rhacophoridae.

## Разпространение
Видът е разпространен в Индия, Китай, Макао, Провинции в КНР, Тайван и Хонконг. Внесен е в Гуам.